# Me atrevo a amarte
Me atrevo a amarte é uma telenovela mexicana produzida por Salvador Mejía Alejandre para a TelevisaUnivision e exibida pela Las Estrellas entre 24 de fevereiro a 22 de junho de 2025, substituindo Amor amargo e sendo substituída por Regalo de amor. A novela é baseada na série de televisão turca de 2007 criada por Şebnem Çıtak e Gül Dirican, Asi, desenvolvida por Katia Rodríguez Estrada e Domenica Tarello.
Protagonizada por Kimberly Dos Ramos, Rodrigo Guirao, Christian de la Campa e Mariluz Bermúdez e antagonizada por Marlene Favela, Horacio Pancheri, Jackie Sauza, Marco Uriel, Jorge Gallegos, Sergio Madrigal, Roberto Tello, Salvador Pineda e Mimi Morales e atuações estelares de Karyme Lozano, Rocío de Santiago, Regina Villaverde, Paty Díaz, Juan Pablo Gil, Mauricio Aspe e Arantza Ruiz e dos primeiros atores César Évora e Ignacio Guadalupe e a primeira atriz Adriana Parra.

## Sinopse
Durante três gerações, a família Pérez-Soler foi proprietária de uma enorme propriedade no México, sendo uma das famílias mais poderosas. O seu objetivo é sustentar o sucesso e para isso Valente (César Évora) e a sua filha Victoria (Kimberly Dos Ramos) trabalham arduamente para manter a terra viva. Por outro lado, encontramos a família Sánchez-Guerra. No passado, a mãe de Alejandro (Rodrigo Guirao), Crisanta (Lisset) e sua tia Deborah (Marlene Favela) trabalham na exploração das terras de Pérez-Soler, até que a primeira morre em estranhas circunstâncias. Após o trágico acontecimento, eles decidem se afastar da fazenda e Alejandro é criado por sua tia, uma mulher estranha e perturbada que guarda grande rancor dos Pérez-Solers.
Muito mais tarde, já adulto, Alejandro retorna à sua cidade natal transformado em um verdadeiro empresário. Com a amarga lembrança do infortúnio que assolou sua família, o jovem conhece Vitória e começa a se apaixonar por ela. Alejandro não sabe que pertence à família que, por alguma intriga ainda não revelada, causou a morte de sua mãe. Aos poucos, as vidas das duas famílias se entrelaçam para truncar o romance dos jovens à medida que seus segredos são revelados, cada vez mais sombrios e perversos, sob a sombra espreitada de Deborah, que está disposta a tudo para alcançar sua temível vingança.

## Elenco
- Kimberly Dos Ramos - Victoria Pérez-Soler Paz
- Rodrigo Guirao - Alejandro Sánchez-Guerra Méndez
- Marlene Favela - Deborah Méndez Vda. de Monteiro
- Karyme Lozano - Diana Paz Aguilar / Diana Paz Romero de Pérez-Soler
- Horacio Pancheri - Alito Buitron
- Christian de la Campa - Ángel Monteiro
- Mariluz Bermúdez - Marisol Pérez-Soler Paz de Monteiro / Marisol Maldonado Paz
- Jackie Sauza - Lucrecia Monteiro
- César Évora - Valente Pérez-Soler / Don Fernando Pérez-Soler
- Rocío de Santiago - Paloma Pérez-Soler Paz de Larios
- Regina Villaverde - Mía Pérez-Soler Paz
- Paty Díaz - Carmen García de Mendoza
- Juan Pablo Gil - Gabino Mendoza García / Gabino Pérez-Soler Méndez
- Ignacio Guadalupe - Delfino Mendoza
- Mauricio Aspe - Padre Juan Diego
- Marco Uriel - Efrain Maldonado
- Adriana Parra - Evelia Romero
- Arturo Lorca - Dr. Lorca
- Jorge Gallegos - Facundo Maldonado
- Vanessa de la Sotta - Ximena Tovar
- Fernando Manzano - Severino
- Víctor Hugo Villanueva - Juan Mendoza García
- Arantza Ruiz - Ambar Sánchez-Guerra Méndez / Ambar Valencia González
- Elaine Haro - Elisa Maldonado / Elisa Tovar
- Sergio Madrigal - David Larios
- Naomi Hernández - Hilda Jiménez
- Emilio Palacios - DJ Max
- Mariano Soria - Jesús "Chuy"
- Luis Bayardo - Francisco "Panchito"
- Sergio Kleiner - Luis
- Rebeca Manríquez - Estrella "Estelita"
- Lisset - Crisanta Méndez Vda. de Sánchez-Guerra
- Roberto Tello - Prieto
- Salvador Pineda - Don Dionisio Paz Chavarria[4]
- Mimi Morales - Nidia Olmos
- Moisés Peñaloza - Ramón Segovia
- Francisco Rubio - Gilberto Valencia "Ventarrón"
- Tamara Viandas - Xóchtil
- Iván Raday - Isidro
- Camila Vázquez - Romina Monteiro Olmos
- Danna García - Olivia Aguilar de Paz
- Mark Tacher - Valente Pérez-Soler (jovem)
- José Manuel Lechuga - Clemente Sánchez-Guerra
- Lía Franco - Victoria Pérez-Soler Paz (menina) / Guadalupe Sánchez-Guerra Pérez-Soler "Lupita"

## Produção
Em 25 de outubro de 2024, Me atrevo a amarte foi anunciado como o título da próxima novela de Salvador Mejía Alejandre. No dia 5 de novembro de 2024, Marlene Favela foi anunciada como antagonista da novela. Uma semana depois, Kimberly Dos Ramos e Rodrigo Guirao foram confirmados nos papéis principais. Ao longo do restante do mês, Mejía anunciou nomes adicionais do elenco em suas páginas de mídia social, incluindo Horacio Pancheri, Mariluz Bermúdez, Christian de la Campa, Karyme Lozano e César Évora. Em 25 de novembro de 2024, Danna García foi escalada para um papel especial. As filmagens da novela começaram em 3 de dezembro de 2024.

## Audiência
| Horário               | # Eps. | Estreia                 | Estreia           | Final               | Final           | Posição | Temporada | Classificação geral |
| Horário               | # Eps. | Data                    | Primeiro capítulo | Data                | Último capítulo | Posição | Temporada | Classificação geral |
| --------------------- | ------ | ----------------------- | ----------------- | ------------------- | --------------- | ------- | --------- | ------------------- |
| Segunda – Sexta 18h30 | 87     | 24 de fevereiro de 2025 | 4.68              | 22 de junho de 2025 | 4.36            | #1      | 2025      | 3.80                |